# آکیرا سوبورایا
آکیرا سوبورایا (انگلیسی: Akira Tsuburaya؛ زادهٔ ۱۲ فوریهٔ ۱۹۴۴) تهیه‌کننده فیلم است. وی بین سال‌های ۱۹۶۵ تا ۲۰۰۶ میلادی فعالیت می‌کرد.